# Sleeps with angels (album van Neil Young)
Sleeps with angels is het 20ste studioalbum van Neil Young en het zevende album waarvoor hij met Crazy Horse samenwerkte. Reprise Records gaf het album op 16 augustus 1994 in de Verenigde Staten uit op cd, elpee en cassette. Buiten de VS werd het door het toenmalige WEA International (onderdeel van Warner Music Group) uitgegeven.
De opnames vonden plaats tussen 8 november 1993 en 25 april 1994 in The Complex Studios in Los Angeles. Young en David Briggs verzorgden met John Hanlon als geluidstechnicus de muzikale productie. Jonathan Demme, die eerder met Young had gewerkt voor de film Philadelphia, filmde in oktober 1993 een aantal opnamesessies en maakte van die beelden de korte documentaire The complex sessions. Het lied "Sleeps with angels" schreef Young ter nagedachtenis aan Kurt Cobain, die in april 1994 zelfmoord pleegde.
Young kwam met het album binnen op de negende plaats in de Billboard 200.

## Tracklist
Alle muziek en teksten zijn geschreven door Neil Young, tenzij anders aangegeven. 
| Nr. | Titel                                       | Duur  |
| --- | ------------------------------------------- | ----- |
| 1.  | My heart                                    | 2:44  |
| 2.  | Prime of life                               | 4:02  |
| 3.  | Driveby                                     | 4:43  |
| 4.  | Sleeps with angels                          | 2:44  |
| 5.  | Western hero                                | 4:00  |
| 6.  | Change your mind                            | 14:39 |
| 7.  | Blue eden (Molina, Sampedro, Talbot, Young) | 6:22  |
| 8.  | Safeway cart                                | 6:29  |
| 9.  | Train of love                               | 3:57  |
| 10. | Trans Am                                    | 4:07  |
| 11. | Piece of crap                               | 3:15  |
| 12. | A dream that can last                       | 5:27  |

## Musici[3]
- Neil Young - piano, gitaar, zang, fluit, accordeon, mondharmonica
- Frank Sampedro - basmarimba, gitaar, piano, Oberheim-synthesizer, Wurlitzer-piano
- Billy Talbot - vibrafoon, basgitaar, basmarimba
- Ralph Molina - drums